# Villefrancon
Villefrancon là một xã ở tỉnh Haute-Saône trong vùng Franche-Comté phía đông Pháp. Xã có diện tích 5,65 kilômét vuông, dân số năm 2006 là 133 người. Khu vực này có độ cao từ 198-238 mét trên mực nước biển.